# Дэнфэн
Дэнфэ́н (кит. упр. 登封, пиньинь Dēngfēng) — городской уезд городского округа Чжэнчжоу провинции Хэнань (КНР). Название означает «взобраться и принести жертву».

## История
В древности в этих местах находилось столица династии Ся — город Янчэн, основанный, по преданию, Великим Юем.
При империи Западная Хань император У-ди, посетив гору Суншань, официально создал уезд Суншань (崇高县). При империи Суй в 605 году уезд Суншань был переименован в Сунъян (嵩阳县).
В 696 году императрица У Цзэтянь совершила восхождение на гору Суншань и принесла жертвы в храме Чжунъюэ. В честь этого события уезд Сунъян был переименован в Дэнфэн (登封县, «взобраться и принести жертву»), а Янчэн — в Гаочэн (告成县, «проинформировать об успешном завершении»). Во времена правления чжурчжэньской империи Цзинь уезд Гаочэн был присоединён к уезду Дэнфэн.
В 1949 году был образован Специальный район Чжэнчжоу (郑州专区) в составе восьми уездов, и уезд вошёл в его состав. В 1954 году правление специального района переехало в Кайфэн, и он стал называться Специальный район Кайфэн (开封专区). В 1958 году уезд был передан из Специального района Кайфэн в состав городского округа Чжэнчжоу, но в 1961 году опять возвращён в состав Специального района Кайфэн. В 1970 году Специальный район Кайфэн был переименован в Округ Кайфэн (开封地区). В 1983 году Округ Кайфэн был расформирован, и уезд Дэнфэн был опять передан в состав городского округа Чжэнчжоу.
В 1994 году уезд Дэнфэн был преобразован в городской уезд.

## Административное деление
Городской уезд делится на 3 уличных комитета, 9 посёлков и 4 волости.

## Экономика
В посёлке Гаочэн расположен завод алюминиевых сплавов Dengfeng Power Group Aluminum Alloy Company. 

## Достопримечательности
В административном центре находится 1127 культурных реликвий и исторических мест, включая 16 из них, которые признаны важными с точки зрения национального наследия. Важнейшие достопримечательности: даосский храм Чжунъюэ, обсерватория Гаочэн, храм Хуэйшань, училище Сунъян шуюань. В районе горы Суншань располагаются некоторые самые большие и самые важные храмы и школы буддизма, даосизма и конфуцианства, а также всемирно известный монастырь Шаолинь.